# Erra (Coruche)
Erra era una freguesia portuguesa del municipio de Coruche, distrito de Santarém.

## Historia
Esta antigua vila fue fundada en 1429 y obtuvo carta foral del rey D. Manuel el 10 de julio de 1514. Permaneció como sede de municipio, con el nombre de Vila Nova de Erra, hasta la reforma municipal de 1836, en la que fue agregada al municipio de Coruche. La propia freguesia fue extinguida a finales del siglo XIX y agregada a la de São José de Lamarosa, aunque fue restaurada, con el nombre actual, en 1984.
Fue suprimida nuevamente el 28 de enero de 2013, en aplicación de una resolución de la Asamblea de la República portuguesa promulgada el 16 de enero de 2013 al unirse con las freguesias de Coruche y Fajarda, formando la nueva freguesia de Coruche, Fajarda e Erra.